# LIVE GENERATION
LIVE GENERATION（ライブ・ジェネレーション）は、FM岩手で2007年1月5日から6月29日まで、毎週金曜日に放送されていたラジオ番組。

## 概要
- 2007年1月5日に新番組として放送開始。
- 収録は、奥州市水沢区にある「AMUSEMENTS BOX LIVE」で、毎週日曜日の14時頃から公開録音で行われていた。
- 1・2回目の放送は、「AMUSEMENTS BOX LIVE」がオープンする前であったため、FM岩手のスタジオでの収録になった。この2回分は公開録音ではなかった。
- 2007年6月29日をもって放送終了。

## 放送時間
毎週金曜日21:00～21:55

## パーソナリティー
- 松本哲也
- 阿部美晴（アシスタント）

## ゲスト一覧
| 年・月    | 第1週          | 第2週        | 第3週    | 第4週                | 第5週        |
| --------- | -------------- | ------------ | -------- | -------------------- | ------------ |
| 2007年1月 | -              | -            | -        | -                    | -            |
| 2007年2月 | キーストーン   | ユハラユキ   | 豊島弘行 | ザ・キャプテンズ     | -            |
| 2007年3月 | 四日市         | Missing Link | K.U.J.I  | 松園さとし・名手久詞 | STAY IN WALL |
| 2007年4月 | 中川カズマ     | オトループ   | -        | -                    | -            |
| 2007年5月 | rotto          | リサト       | MEAN     | 菅原年               | -            |
| 2007年6月 | Kitchen Smoker | ヒロト       | Ayaka    | 今沢カゲロウ         | junjun       |